# Apodocephala
 Apodocephala  Baker, 1885 è un genere di piante angiosperme dicotiledoni della famiglia delle Asteraceae, sottofamiglia Asteroideae, tribù Athroismeae e sottotribù Lowryanthinae.  Apodocephala è inoltre l'unico genere della sottotribù Lowryanthinae Pruski & Anderb., 2017.

## Etimologia
Il nome scientifico del genere è stato definito dal botanico John Gilbert Baker (1834-1920) nella pubblicazione " Journal of the Linnean Society. Botany. London" ( J. Linn. Soc., Bot. 21: 417) del 1885. Il nome scientifico della sottotribù è stato definito dai botanici John Francis Pruski (1955-) e Arne A. Anderberg (1954-) nella pubblicazone "Taxon; Official News Bulletin of the International Society for Plant Taxonomy. Utrecht" ( Taxon 66(2): 417) del 2017.

## Descrizione
Portamento. Le specie di questo genere hanno un habitus di tipo arbustivo o arboreo (piccoli alberi).
Fusto. La parte aerea in genere è eretta, semplice o ramosa. 
Foglie. Le foglie in genere sono disposte in modo alternato. La lamina è semplice con bordi interi. La superficie in genere è glabra o abassialmente può essere tomentosa (eventualmente sono presenti dei punti ghiandolosi). La consistenza è coriacea.
Infiorescenza. Le sinflorescenze sono che composte da diversi capolini raccolti in formazioni corimbose. Le infiorescenze vere e proprie sono composte da un capolino terminale peduncolato di tipo disciforme (o subradiato) con fiori eterogami. I capolini sono formati da un involucro, con forme cilindriche o campanulate, composto da diverse brattee, al cui interno un ricettacolo fa da base ai fiori di due tipi: fiori del raggio (qui assenti) e fiori del disco. Le brattee, piatte e a consistenza erbacea, sono disposte in modo più o meno embricato su più serie. Il ricettacolo in genere è provvisto di pagliette a protezione della base dei fiori; la forma è piatta o da convessa a conica.
Fiori.  I fiori sono tetra-ciclici (formati cioè da 4 verticilli: calice – corolla – androceo – gineceo) e pentameri (calice e corolla formati da 5 elementi). Si distinguono in:
- fiori del raggio (esterni): sono assenti;
- fiori del disco (centrali): sono più numerosi con forme brevemente tubulose (attinomorfe); sono ermafroditi.

- Formula fiorale:

*/x K {\displaystyle \infty }, [C (5), A (5)], G 2 (infero), achenio
- Calice: i sepali del calice sono ridotti ad una coroncina di squame.

- Corolla: la forma della corolla alla base è più o meno imbutiforme o tubolare con 5 (raramente 4) lobi (i fiori del disco); i lobi, patenti o eretti, hanno una forma strettamente lanceolata. I colori della corolla sono giallo (i fiori del disco) e giallo, bianco o blu (i fiori più esterni).

- Androceo: l'androceo è formato da 5 stami sorretti da filamenti generalmente liberi; gli stami sono connati e formano un manicotto circondante lo stilo; le teche (produttrici del polline) alla base sono lievemente caudate; le appendici apicali delle antere hanno delle forme piatte e lanceolate e sono bianche; il colore delle antere è violaceo scuro; il tessuto endoteciale (rivestimento interno dell'antera) è quasi sempre polarizzato (con due superfici distinte: una verso l'esterno e una verso l'interno). Il polline è sferico con un diametro medio di circa 25 micron;  è tricolporato (con tre aperture sia di tipo a fessura che tipo isodiametrica o poro) ed è echinato (con punte sporgenti).[11][13]

- Gineceo: l'ovario è infero uniloculare formato da 2 carpelli.[7] Lo stilo (il recettore del polline) è profondamente bifido (con due stigmi divergenti) e con le linee stigmatiche marginali separate.[14] I due bracci dello stilo hanno una forma da ovato-deltata a lineare-lanceolata e possono essere papillosi o ricoperti da ciuffi di peli. I rami dello stilo sono resupinati.

Frutti. I frutti sono degli acheni senza pappo; in alcune specie è presente un certo dimorfismo (gli acheni dei fiori del raggio differiscono dagli acheni dei fiori del disco);
- achenio: gli acheni, con forme prismatiche possono essere lateralmente compressi con 2 - 4 nervature laterali; la superficie distalmente è stipitato-ghiandolare; la parete dell'achenio è formata da celle contenenti rafidi ma prive di fitomelanina; il carpoforo normalmente è anulare; le setole con punte a forma di ancora non sono presenti;
- pappo: il pappo è mancante.

## Biologia
Impollinazione: l'impollinazione avviene tramite insetti (impollinazione entomogama tramite farfalle diurne e notturne).

Riproduzione: la fecondazione avviene fondamentalmente tramite l'impollinazione dei fiori (vedi sopra).

Dispersione: i semi (gli acheni) cadendo a terra sono successivamente dispersi soprattutto da insetti tipo formiche (disseminazione mirmecoria). In questo tipo di piante avviene anche un altro tipo di dispersione: zoocoria. Infatti gli uncini delle brattee dell'involucro (se presenti) si agganciano ai peli degli animali di passaggio disperdendo così anche su lunghe distanze i semi della pianta. Inoltre per merito del pappo il vento può trasportare i semi anche a distanza di alcuni chilometri (disseminazione anemocora).

## Distribuzione e habitat
Le specie di questo genere sono distribuite in Madagascar (è un genere endemico di quest'isola).

## Sistematica
La famiglia di appartenenza di questa voce (Asteraceae o Compositae, nomen conservandum) probabilmente originaria del Sud America, è la più numerosa del mondo vegetale, comprende oltre 23.000 specie distribuite su 1.535 generi, oppure 22.750 specie e 1.530 generi secondo altre fonti (una delle checklist più aggiornata elenca fino a 1.679 generi). La famiglia attualmente (2021) è divisa in 16 sottofamiglie; la sottofamiglia Asteroideae è una di queste e rappresenta l'evoluzione più recente di tutta la famiglia.

### Filogenesi
Il gruppo di questa voce è descritto nella sottotribù Lowryanthinae (tribù Athroismeae). La tribù Athroismeae, una delle 21 tribù della sottofamiglia Asteroideae, fa parte del supergruppo (o sottofamiglia) "Asteroideae grade"; l'altro è il supergruppo "Non-Asteroideae".  In base alle ultime ricerche nella tribù sono stati individuate 5 sottotribù. La sottotribù Lowryanthinae si trova, da un punto di vista filogenetico ed evolutivo, in una posizione centrale della tribù, e insieme alla sottotribù Jalantziinae forma un "gruppo fratello".
La posizione tassonomica di questo genere è controversa.  Alcuni studi recenti molecolari filogenetici solamente da poco suggeriscono una appartenenza alla tribù Athroismeae. Lo studio rileva, tramite analisi del DNA ribosomiale nucleare e del plastidio, una posizione come "gruppo fratello" del genere monospecifico Lowryanthus Pruski della tribù Athroismaeae. Inoltre il confronto morfologico di questi due generi rivela alcune somiglianze negli acheni. Viene quindi proposta, in questo studio, l'inclusione di Apodocephala  (insieme al genere Lowryanthus) nella sottotribù Lowryanthinae Pruski & Anderb., 2017.
In precedenti trattazioni questo genere era descritto all'interno della tribù Astereae e sottotribù Madagasterinae.
I caratteri distintivi del genere di questa voce sono:
- l'habitus è di tipo arbustivo o piccoli alberi;
- i fiori del raggio non sono presenti;
- Il ricettacolo è provvisto di pagliette;
- il pappo è mancante.

### Elenco delle specie
Questo genere ha 11 specie:
- Apodocephala angustifolia Humbert
- Apodocephala begueana  Humbert
- Apodocephala cacuminum (Humbert) Bengtson & Razafim.
- Apodocephala coursii  Humbert
- Apodocephala minor  Scott Elliot
- Apodocephala multiflora  Humbert
- Apodocephala oliganthoides  Humbert
- Apodocephala pauciflora  Baker
- Apodocephala radula  Humbert
- Apodocephala rubens (Pruski) Bengtson & Razafim.
- Apodocephala urschiana  Humbert